# Luftande

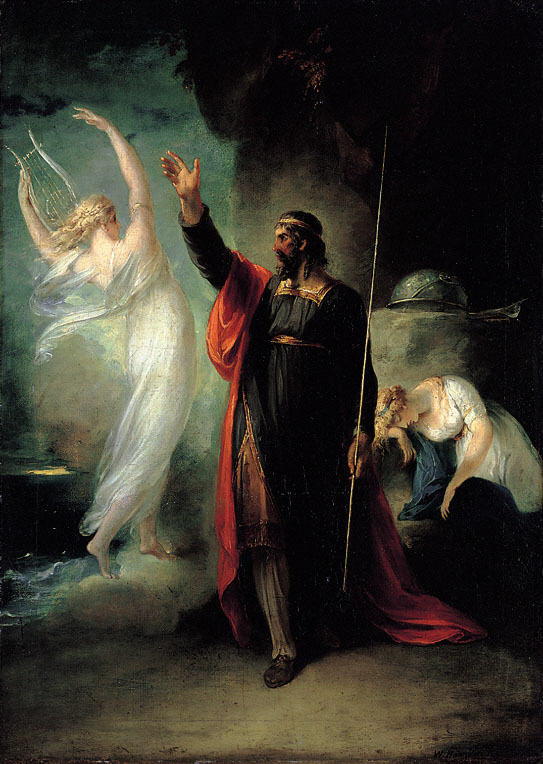
Luftanden Ariel

En luftande är ett mytologiskt väsen som lever i luften. Luftandarna tillhör kategorin elementarandar och kallas ibland även sylfer. Stormandar, devor och feer räknas till denna grupp. Luftanden Ariel är en litterär figur i Shakespeares Stormen, Goethes Faust II och Alexander Popes Rape of the Lock.
Jordandar, till exempel dvärgar och tomtar, motsvarar däremot elementet jorden. Enligt klassisk europeisk uppfattning finns det ytterligare elementarandar, nämligen eldandar och vattenandar.